# Laimburg
Die Laimburg ist die Ruine einer Höhenburg auf dem Mitterberg in der Gemeinde Pfatten in Südtirol. Sie befindet sich am Kreiter Sattel, der einen Übergang von der Sohle des Etschtals bzw. Unterlands ins Überetsch auf der Höhe des Kalterer Sees vermittelt. Unmittelbar südlich über dem Sattel erhebt sich auf einer Anhöhe die Leuchtenburg, östlich unterhalb des Sattels das nach der Burg benannte Versuchszentrum Laimburg.

## Geschichte
Dendrochronologische Datierungen und bautechnische Analysen machen eine Errichtung der Anlage in der zweiten Hälfte des 13. Jahrhunderts wahrscheinlich. Die urkundliche Ersterwähnung der Laimburg geht auf das Jahr 1269 zurück, als der Graf von Tirol Meinhard II. die vest Layenburg seinem Vertrauten, dem aus einem Bozner Bürgergeschlecht entstammenden Heinrich Laian (Laianus), verlieh.
Im 14. Jahrhundert war die Burg im Besitz der Rottenburger. 1339 und 1341 wurde sie von den Truppen des Bischofs von Trient erobert und dabei stark beschädigt. Nachdem die Rottenburger wieder ihren Besitz zurückerlangt hatten, kam es zu Instandsetzungsarbeiten und baulichen Erweiterungen, mit denen die Festung ihre heutige Ausdehnung erreichte. 1410 ging die Laimburg im Zuge der Rottenburger Fehde an Herzog Friedrich IV. über, der sie 1424 dem landesfürstlichen Pfleger Wilhelm von Waltenhofen verlieh. Ende des 15. Jahrhunderts wurde die Burg aufgelassen.
Mit der Burghut war auch ein räumlich wenig umfangreiches, gleichnamiges Landgericht verknüpft, zu dem insbesondere Pfatten gehörte, wie eine Urkunde von 1488 mit der Angabe „Pháttenn inn Laymburger gericht“ belegt. Dieses umfasste neben Pfatten (Oberviertl und Unterviertl) auch die Höfe und Weiler Stadl, Kreit, Klughammer, Gmund und Piglon.
Von 1999 bis 2001 wurde die Ruine mit Mitteln des Landes Südtirol, dem die Anlage gehört, konsolidiert und archäologisch erforscht.

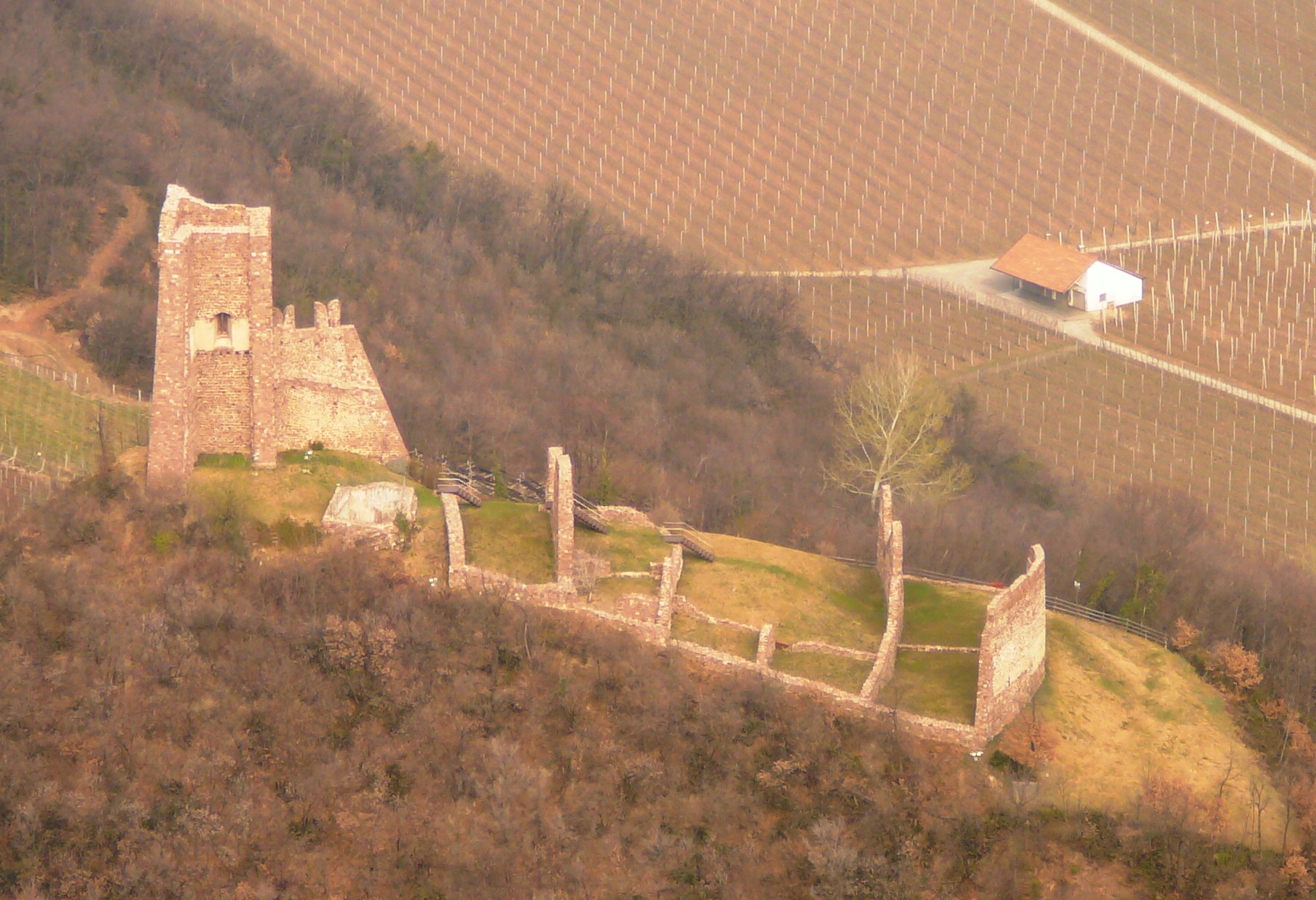
Blick auf die Anlage von der Leuchtenburg aus
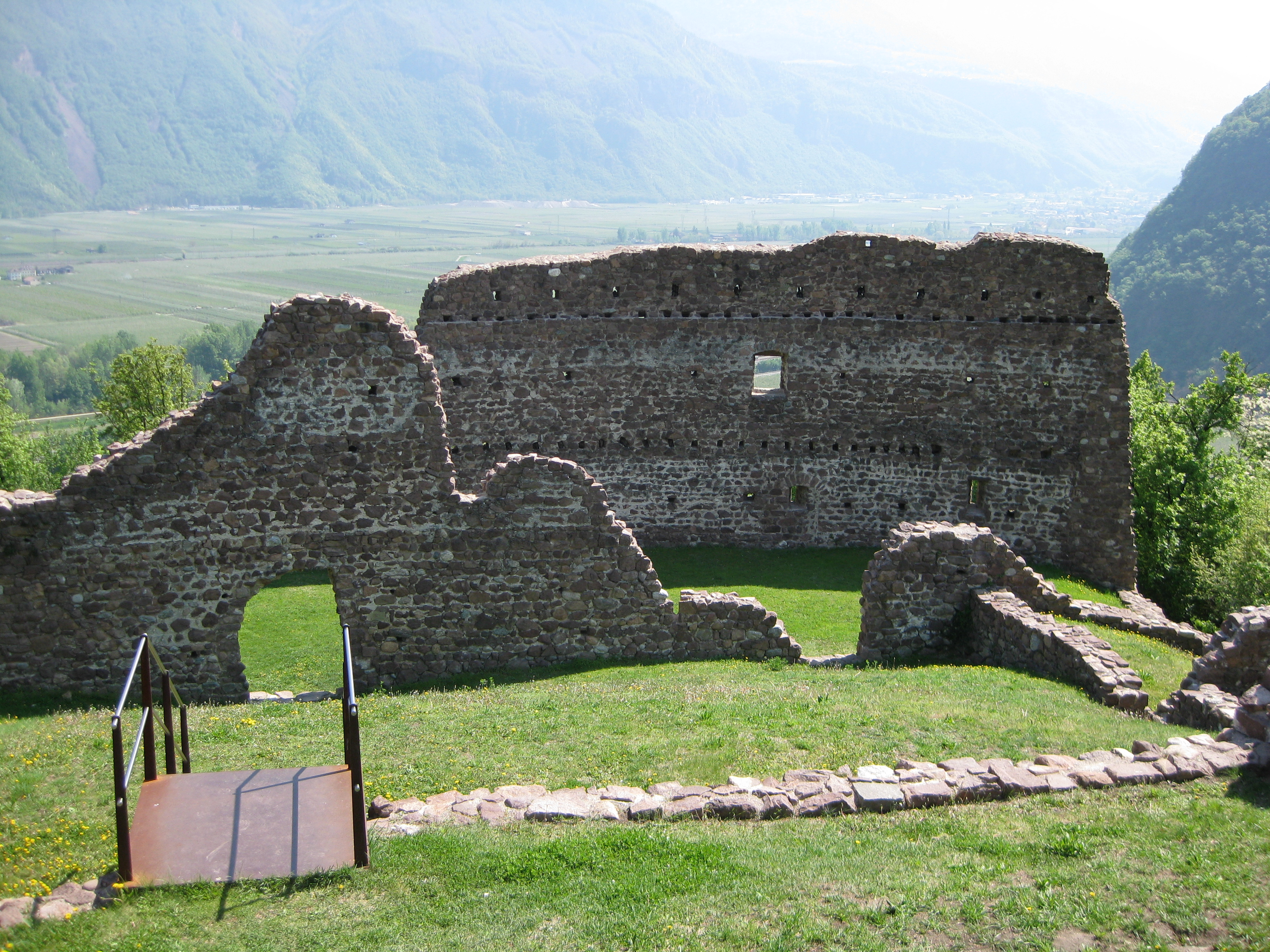
Inneres der Anlage
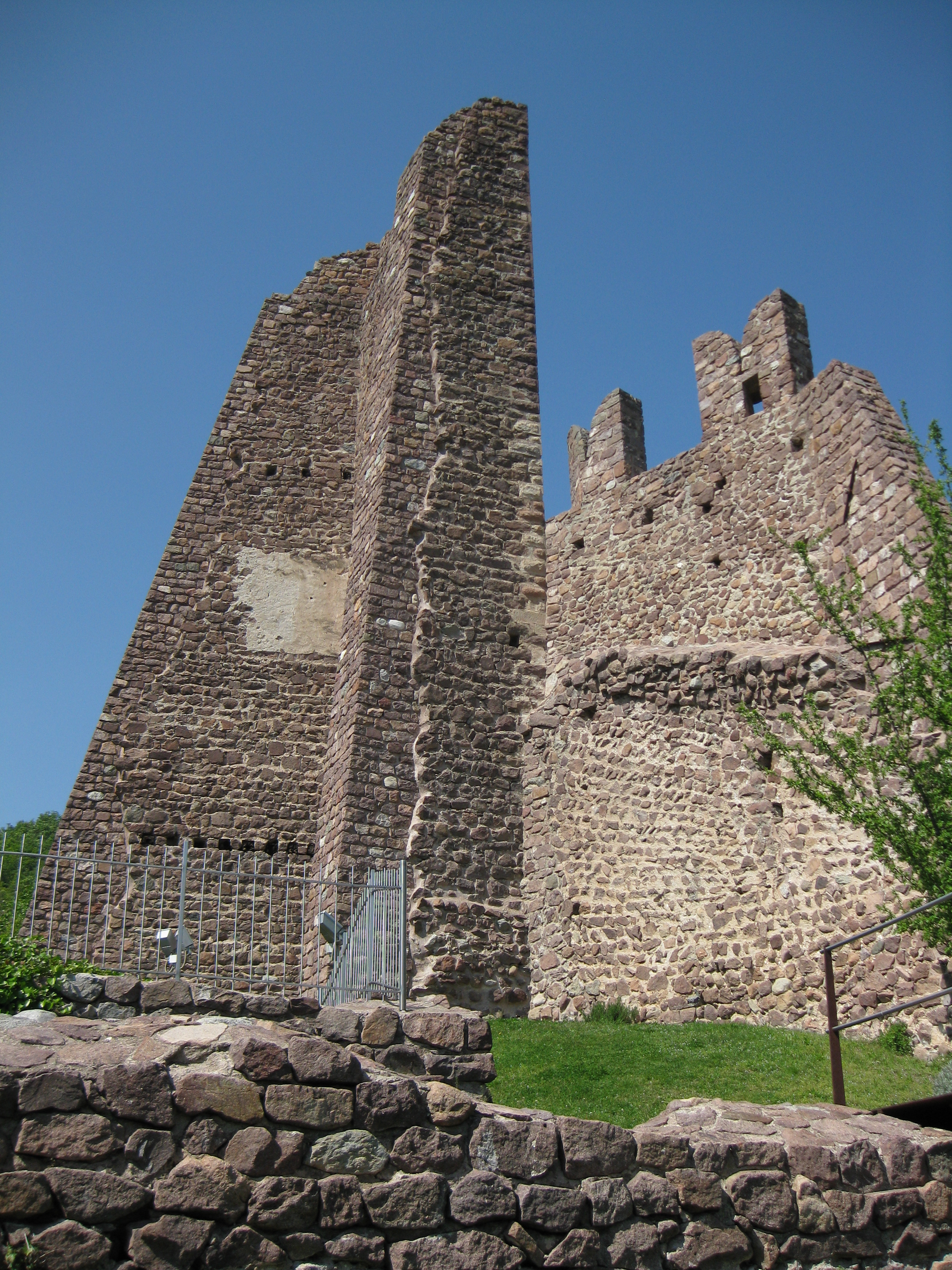
Bergfried